# Acarape
Acarape é um município brasileiro do estado do Ceará. Localiza-se na Região Imediata de Redenção-Acarape, Região Intermediária de Fortaleza. Faz parte do Maciço de Baturité. Está distante a 61,8 km de capital, Fortaleza com acesso principal pela rodovia CE-060.

## Etimologia
O topônimo Acarape vem do tupi acarás e significa: de acara pé (caminho dos acarás, canal do peixe ou caminho das garças). Sua denominação original era Calaboca e, desde 1926, Acarape.

## História

### Formação administrativa
Em 1868, Acarape foi elevado à categoria de vila, sendo desmembrado de Baturité, mas só foi instalado em 1841. Depois o distrito de Cala Boca torna-se o primeiro distrito de Acarape. Em 1933, Acarape é rebaixado à distrito de Redenção. Em 1963, Acarape se emancipa de Redenção, tornando-se município, e anexa o ex-distrito de Redenção, agora distrito de Acarape: Barreira, chamada antes de Barreira Vermelha. Em 1965, Acarape é rebaixado novamente a distrito de Redenção. Em 1987, Acarape se emancipa de Redenção, tornando-se de novo município. Atualmente, Acarape só possui o distrito-sede.
Acarape(distrito-sede)
As terras da região entre os sopés do Maciço de Baturité e  a serra do Cantagalo; ao redor dàs margens do Rio Acarape/Rio Pacoti eram habitada por diversas etnias como os Potyguara, Jenipapo, Kanyndé, Choró e Quesito, recebeu a partir do século XVII diversas expedições militares e religiosas.
Com a implementação da pecuária no Ceará no século XVIII, nas terras de Acarape também foram beneficiadas com a agricultura da cana-de-açúcar devido a fertilidade do solo e abundância de água.
Neste contexto surgiu a localidade de Calaboca da Vila de Redenção, que definiu-se como centro urbano com a construção da Companhia Cearense da Via Férrea de Baturité S.A..
Com a prosperação do comércio, da agricultura da cana de açúcar e abastança de água, foram criados engenhos e alambiques no município, no qual vieram trabalhar escravos africanos.
Em 1879 foi construído um estação de trem em Calaboca e com isto todos os comerciantes de Redenção, mudaram seus estabelecimentos para Calaboca.
Em 26 de outubro de 1879, Calaboca desmembrou-se de Redenção e passou a ser um distrito deste município. Em honra as origens Calaboca passou a chamar-se Acarape em 18 de setembro de 1926.
A igreja-matriz de São João Batista, padroeiro do município, foi construída em 1946.

## Geografia

### Clima
Tropical quente semi-árido com pluviometria média de  1097 mm com chuvas concentradas de janeiro a abril.

### Hidrografia e recursos hídricos

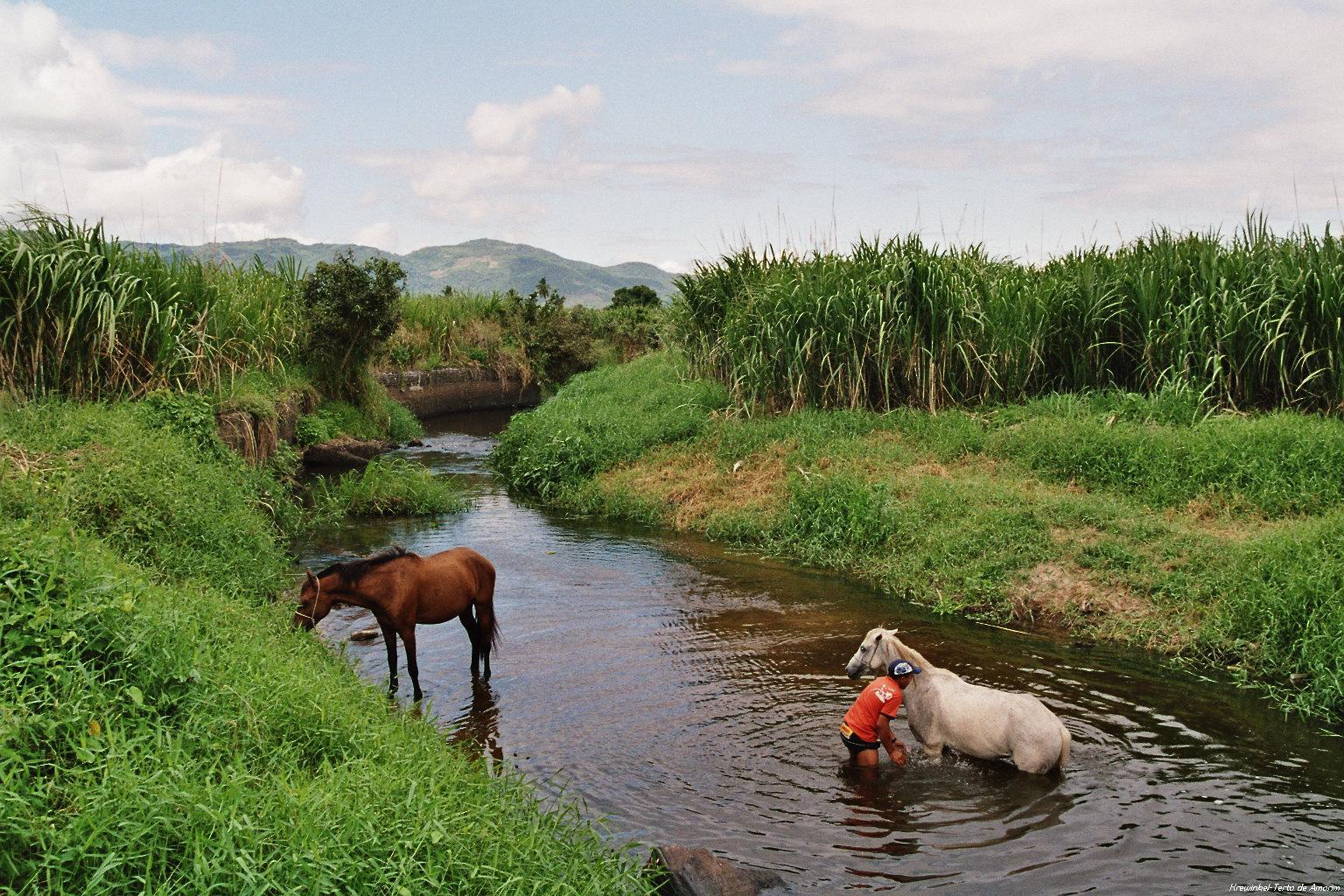
Rio Pacoti em Acarape

As principais fontes de água são: o Rio Acarape/Pacoti corta o seu território e devido a abundância de água, existem vários açudes, sendo os Açude Hipólito e Açude Boqueirão, Açude dos Mamoeiros,  Açude Fasçola e Açude Salgado,

### Relevo e solos
As principais elevações estão localizadas no Maciço de Baturité.

### Vegetação
Caatinga, mata seca e vestígios de Mata Atlântica, conforme a geomorfologia municipal.

### Subdivisão
O município tem dois distritos, Acarape (sede) e Canta Galo.
A sede do município é dividida em quatro bairros: Centro, Conjunto São Francisco, São Benedito (Inclui a Estrada Velha e Granja) e Conjunto São João Batista.

## Demografia

### Evolução populacional de Acarape
| Ano  | População |
| 1991 | 10.191    |
| 1996 | 10.918    |
| 2000 | 12.927    |
| 2007 | 14.658    |
| 2010 | 15.338    |
| 2022 | 14.027    |

No censo de 2010 do IBGE, Acarape era composta por 15.338 habitantes. De acordo com o mesmo censo, 7.767 habitantes eram mulheres, equivalendo a 50,64% da população, e 7.571 homens, representando 49,36% do total. E 7.982 viviam em zona urbana, representando 52,04% e 7.356 em zona rural, equivalente a 47,96% da população no município.

#### Frota (Dez/2024)[12]
- Automóveis – 1.441
- Caminhões – 136
- Caminhão trator – 19
- Caminhonetes – 165
- Camionetas – 51
- Ciclomotores – 08
- Micro-ônibus – 14
- Motocicletas – 1.649
- Motonetas – 133
- Ônibus – 17
- Reboques – 43
- Semi-reboques – 35
- Utilitários – 24
- Triciclo – 01
- Outros – 01
Total de Veículos – 3.737

## Economia
Exploração da pecuária e da cana-de-açúcar, feijão e frutas.
Exploração de calcário (calcita), vermiculita e talco.

## Cultura
O principal evento cultural é o Festival Cristã Levitas e a festa do padroeiro, São João Batista.

## Educação
O município de Acarape possui 18 escolas no total, sendo que 08 escolas ofertam o ensino fundamental, 02 centros de educação infantil, 06 escolas anexos. Também possui uma escola particular e uma escola da rede estadual que oferta o ensino médio.

### Lista de escolas de Acarape
- EEF Anacleto Carlos Cavalcante (Municipal)
- EEF Antônio Correia de Castro (Municipal)
- EEF Antônio Marinheiro (Municipal)
- EEF Francisco Rocha Ramos (Municipal)
- EEF Humberto de Campos (Municipal)
- EEF José Neves de Castro (Municipal)
- EEF Padre Crisóstomo Do Vale (Municipal)
- EEF Raimundo Alves (Municipal)
- CEI Raio de Luz (Municipal)
- CEI Maria Bessa Ramos (Municipal)
- EEMTI Maria do Carmo Bezerra (Estadual)
- Organização Educacional Pentágono  (Particular)
- EEF Hidelgarda Chagas Bonfim (Anexo) (Municipal)
- EEF José Brígido Costa (Anexo) (Municipal)
- EEF Luís Moreira Filho (Anexo) (Municipal)
- EEF Luiz Correia de Castro (Anexo) (Municipal)
- EEF Pedro Patrício (Anexo) (Municipal)
- EEF Raimundo Alves de Sousa (Anexo) (Municipal)

## Política
A administração municipal localiza-se na sede: Acarape.
A administração municipal executiva de Acarape é exercida pelo prefeito Francisco Edilberto Barroso Oliveira (PSB). O Poder Legislativo é exercido por 09 vereadores que compõem a Câmara Municipal de Acarape, tendo como funções fiscalizar o executivo e discutir as leis no âmbito municipal. O Poder Judiciário se faz presente na cidade com a Justiça Estadual (uma vara única), Justiça Eleitoral (uma zona eleitoral). Acarape possui, de acordo com dados de 2017 do TRE-CE, um colégio eleitoral de 12.046 eleitores, uma zona eleitoral: a 52ª zona, com um total de 18 locais de votação com 41 seções eleitorais.

### Lista de prefeitos de Acarape[13]
| Nome                                           | Início do mandato | Fim do mandato |
| Francisco Edilberto Beserra Barroso (Reeleito) | 2025              | 2028           |
| Francisco Edilberto Beserra Barroso            | 2021              | 2024           |
| Franklin Veríssimo Oliveira (Reeleito)         | 2016              | 2020           |
| Franklin Veríssimo Oliveira                    | 2013              | 2016           |
| Jose Acelio Paulino de Freitas (Reeleito)      | 2009              | 2012           |
| Jose Acelio Paulino de Freitas                 | 2005              | 2008           |
| Flávio Chagas Bonfim Júnior "Flavinho"         | 2001              | 2004           |
| Jose Acelio Paulino de Freitas                 | 1997              | 2000           |
| Francisco Kerres Olivier de Albuquerque        | 1993              | 1996           |
| Flávio Chagas Bonfim Júnior "Flavinho"         | 1989              | 1992           |

## Deserto de Notícias
De acordo com o Atlas da Notícia, mapeamento realizado pelo "Instituto para o Desenvolvimento do Jornalismo" (Projor) com a Agência Brasileira de Jornalismo de Dados "Volt Data Lab", Acarape seria um deserto de notícia, pois inexistem meios de comunicação situados neste município que produzem informação local.